# Đầu tư bất động sản
Đầu tư bất động sản liên quan đến việc mua, sở hữu, quản lý, cho thuê hoặc bán bất động sản để kiếm lợi nhuận. Cải thiện bất động sản như là một phần của chiến lược đầu tư bất động sản thường được coi là một chuyên ngành phụ của đầu tư bất động sản gọi là phát triển bất động sản. Bất động sản là một hình thức tài sản có thanh khoản hạn chế so với các khoản đầu tư khác, nó cũng thâm dụng vốn (mặc dù vốn có thể thu được thông qua đòn bẩy thế chấp) và phụ thuộc nhiều vào dòng tiền. Nếu những yếu tố này không được nhà đầu tư hiểu và quản lý tốt, bất động sản trở thành một khoản đầu tư rủi ro.

## Các nguồn tài sản và sở hữu tài sản đầu tư
Thị trường bất động sản ở hầu hết các quốc gia không có tổ chức hoặc hiệu quả như thị trường của các công cụ đầu tư khác có thanh khoản cao hơn. Các tài sản riêng lẻ là duy nhất đối với chính nó và không thể thay thế trực tiếp. Điều này đặt ra một thách thức lớn đối với một nhà đầu tư đang tìm cách xác định giá cả và cơ hội đầu tư. Vì lý do này, việc định vị các tài sản để đầu tư có thể liên quan đến công việc và cạnh tranh đáng kể giữa các nhà đầu tư để mua các tài sản riêng lẻ có thể rất khác nhau tùy thuộc vào kiến thức về tính khả dụng của tài sản đó. Thông tin bất cân xứng là khá phổ biến trong thị trường bất động sản. Điều này làm tăng rủi ro giao dịch, nhưng cũng cung cấp nhiều cơ hội cho các nhà đầu tư để có được tài sản với giá hời. Các doanh nhân bất động sản thường sử dụng nhiều kỹ thuật thẩm định để xác định giá trị tài sản trước khi mua.
Các nguồn tài sản đầu tư điển hình bao gồm:
- Danh sách thị trường (thông qua nhiều dịch vụ niêm yết hoặc sàn trao đổi thông tin thương mại).
- Đại lý bất động sản và môi giới bất động sản.
- Các ngân hàng (chẳng hạn như các bộ phận thuộc sở hữu bất động sản của ngân hàng cho REO và bán hàng ngắn).
- Các cơ quan chính phủ (như Fannie Mae, Freddie Mac và các cơ quan chính phủ khác).
- Đấu giá công khai (bán nhà bị tịch thu, bán bất động sản,...).
- Bán hàng cá nhân (giao dịch bán bởi chủ sở hữu).
- Nhà bán buôn và đầu tư bất động sản (sang tay).
- Thông qua cổ phiếu trong một REIT được niêm yết.

Khi một tài sản đầu tư đã được định vị, và thẩm định sơ bộ (điều tra và xác minh điều kiện và tình trạng của tài sản) đã hoàn thành, nhà đầu tư sẽ phải thương lượng giá bán và kỳ hạn bán với người bán, sau đó thực hiện hợp đồng mua bán. Hầu hết các nhà đầu tư sử dụng các đại lý bất động sản và luật sư bất động sản để hỗ trợ quá trình mua lại vì nó có thể khá phức tạp và các giao dịch được thực hiện không đúng cách có thể rất tốn kém. Trong quá trình mua lại bất động sản, một nhà đầu tư thường đưa ra lời đề nghị mua chính thức bao gồm thanh toán "tiền đặt cọc" cho người bán khi bắt đầu đàm phán để bảo lưu quyền của nhà đầu tư để hoàn thành giao dịch nếu giá cả và các điều khoản có thể được thỏa thuận một cách thỏa đáng. Số tiền đặt cọc này có thể hoặc không thể được hoàn lại và được coi là một tín hiệu về mức độ nghiêm túc về ý định mua của nhà đầu tư. Các điều khoản của đề nghị cũng thường sẽ bao gồm một số dự phòng cho phép nhà đầu tư có thời gian hoàn thành thẩm định, kiểm tra tài sản và tìm kiếm nguồn tài chính cùng với các yêu cầu khác trước khi mua. Trong thời gian dự phòng, nhà đầu tư thường có quyền hủy bỏ đề nghị mà không bị phạt và được hoàn lại tiền ký gửi đặt cọc một cách nghiêm túc. Khi các khoản dự phòng đã hết hạn, việc hủy bỏ đề nghị, người mua thường sẽ mất các khoản tiền đặt cọc và cũng có thể có các khoản phạt khác.
Tài sản bất động sản thường rất đắt so với các công cụ đầu tư có sẵn rộng rãi khác (như cổ phiếu hoặc trái phiếu). Chỉ hiếm khi các nhà đầu tư bất động sản trả toàn bộ số tiền mua giá của một tài sản bằng tiền mặt. Thông thường, một phần lớn của giá mua sẽ được tài trợ bằng cách sử dụng một số loại công cụ tài chính hoặc nợ, chẳng hạn như khoản vay thế chấp được thế chấp bằng chính tài sản đó. Số tiền của giá mua được tài trợ bằng nợ được gọi là đòn bẩy. Số tiền được tài trợ bằng vốn tự có của nhà đầu tư thông qua tiền mặt hoặc chuyển nhượng tài sản khác được gọi là vốn chủ sở hữu. Tỷ lệ đòn bẩy trên tổng giá trị thẩm định (thường được gọi là "LTV", hay tỷ lệ khoản vay/giá trị thế chấp thông thường) là một thước đo toán học về rủi ro mà nhà đầu tư đang thực hiện bằng cách sử dụng đòn bẩy để tài trợ cho việc mua bất động sản. Các nhà đầu tư thường tìm cách giảm yêu cầu vốn chủ sở hữu và tăng đòn bẩy của họ, để lợi tức đầu tư (ROI) của họ được tối đa hóa. Người cho vay và các tổ chức tài chính khác thường có yêu cầu vốn chủ sở hữu tối thiểu đối với các khoản đầu tư bất động sản mà họ đang được yêu cầu tài trợ, thường là theo thứ tự 20% giá trị thẩm định. Các nhà đầu tư tìm kiếm yêu cầu vốn chủ sở hữu thấp có thể khám phá các thỏa thuận tài chính thay thế như là một phần của việc mua bất động sản (ví dụ: tài trợ cho người bán, phụ thuộc người bán, nguồn vốn cổ phần tư nhân,...).
Nếu bất động sản đòi hỏi phải sửa chữa đáng kể, những người cho vay truyền thống như ngân hàng thường sẽ không cho vay bất động sản và nhà đầu tư có thể được yêu cầu vay từ một người cho vay tư nhân sử dụng khoản vay ngắn hạn như khoản vay tiền cứng. Các khoản vay bằng tiền cứng thường là các khoản vay ngắn hạn trong đó người cho vay tính lãi suất cao hơn nhiều vì tính chất rủi ro cao hơn. Các khoản vay bằng tiền cứng thường có tỷ lệ khoản vay/giá trị thấp hơn nhiều so với các khoản thế chấp thông thường.
Một số tổ chức đầu tư bất động sản chẳng hạn như Real estate investment trust (REIT) và một số quỹ hưu trí và quỹ phòng hộ có dự trữ vốn đủ lớn và chiến lược đầu tư cho phép 100% vốn nằm trong tài sản mà họ mua. Điều này giảm thiểu rủi ro đến từ đòn bẩy nhưng cũng hạn chế ROI tiềm năng.
Bằng cách tận dụng việc mua bất động sản đầu tư, các khoản thanh toán định kỳ cần thiết để phục vụ nợ tạo ra một dòng tiền âm liên tục (và đôi khi lớn) bắt đầu từ thời điểm mua. Điều này đôi khi được gọi là chi phí "giữ lại" của khoản đầu tư. Để thành công, các nhà đầu tư bất động sản phải quản lý dòng tiền của họ để tạo đủ thu nhập tích cực từ tài sản để ít nhất bù đắp chi phí giữ lại.
Với việc ký kết Đạo luật JOBS vào tháng 4 năm 2012 của Tổng thống Obama, đã có một sự nới lỏng về các chào mời đầu tư. Một phương pháp mới hơn để tăng vốn chủ sở hữu với số lượng nhỏ hơn là thông qua quỹ cộng đồng bất động sản có thể tập hợp các nhà đầu tư được công nhận và/hoặc không được công nhận cùng nhau trong một phương tiện đặc biệt cho tất cả hoặc một phần vốn cổ phần cần thiết cho việc mua lại. Fundrise là công ty đầu tiên gây quỹ đầu tư bất động sản tại Hoa Kỳ.

## Các nguồn dòng tiền và quản lý các dòng tiền
Một tài sản đầu tư thông thường tạo ra dòng tiền cho nhà đầu tư theo bốn cách chung:
- Thu nhập ròng từ hoạt động (NOI).
- Khấu trừ nơi trú ẩn thuế.
- Xây dựng vốn chủ sở hữu.
- Tăng giá.

Thu nhập hoạt động ròng hay NOI là tổng tất cả các dòng tiền dương từ tiền thuê nhà và các nguồn thu nhập thông thường khác được tạo ra bởi một tài sản trừ đi tổng chi phí liên tục như bảo trì, tiện ích, phí, thuế và các khoản khác có bản chất giống như vậy (dịch vụ nợ không được tính vào NOI). Tỷ lệ NOI trên giá mua tài sản, được biểu thị bằng tỷ lệ phần trăm được gọi là tỷ lệ vốn hóa hay tỷ lệ CAP và là thước đo phổ biến về hiệu suất của một tài sản đầu tư.
Việc khấu trừ nơi trú ẩn thuế xảy ra theo một trong ba cách: khấu hao tài sản cố định (đôi khi có thể được đẩy nhanh), tín dụng thuế và tổn thất chuyển giao làm giảm trách nhiệm thuế đối với thu nhập từ các nguồn khác trong khoảng thời gian 27,5 năm. Một số lợi ích của nơi trú ẩn thuế có thể được chuyển nhượng tùy thuộc vào luật điều chỉnh trách nhiệm thuế trong khu vực tài phán nơi tài sản được đặt. Những thứ này có thể được bán cho người khác để thu lại tiền mặt hoặc lợi ích khác.
Xây dựng vốn chủ sở hữu là sự gia tăng tỷ lệ vốn chủ sở hữu của nhà đầu tư khi phần thanh toán dịch vụ nợ dành cho khoản tích lũy gốc theo thời gian. Xây dựng vốn chủ sở hữu được tính là một dòng tiền dương từ tài sản nơi thanh toán dịch vụ nợ được tạo ra từ thu nhập từ tài sản thay vì từ các nguồn thu nhập độc lập.
Tăng giá là sự gia tăng giá trị thị trường của tài sản theo thời gian được thực hiện như một dòng tiền khi tài sản được bán. Tăng giá có thể rất khó dự đoán trừ khi nó là một phần của chiến lược phát triển và cải tiến. Mua một tài sản mà phần lớn các dòng tiền dự kiến được dự kiến từ sự tăng giá vốn (giá sẽ tăng) thay vì các nguồn khác được coi là đầu cơ hơn là đầu tư.

## Quản lý rủi ro
Quản lý và đánh giá rủi ro là một phần chính của bất kỳ chiến lược đầu tư bất động sản thành công nào. Rủi ro xảy ra theo nhiều cách khác nhau ở mọi giai đoạn của quá trình đầu tư. Dưới đây là bảng tổng hợp một số rủi ro phổ biến và các chiến lược giảm thiểu rủi ro điển hình được sử dụng bởi các nhà đầu tư bất động sản.
| Rủi ro                                   | Chiến lược giảm thiểu |
| ---------------------------------------- | --- |
| Bán gian lận                             | Xác minh quyền sở hữu, mua bảo hiểm quyền sở hữu. |
| Chiếm hữu trái phép                      | Khảo sát ranh giới từ một nhà khảo sát được cấp phép. |
| Ô nhiễm môi trường                       | Khảo sát môi trường, kiểm tra các chất gây ô nhiễm (sơn chì, chất gây ô nhiễm đất,...).                                                                                                |
| Thành phần xây dựng hoặc hệ thống bị lỗi | Hoàn thành kiểm tra đầy đủ trước khi mua, thực hiện bảo trì thường xuyên. |
| Thanh toán vượt mức khi mua hàng         | Đánh giá của bên thứ ba và thực hiện phân tích chiết khấu lưu lượng tiền mặt như một phần của khoản đầu tư hình thức, không dựa vào sự tăng giá vốn như là nguồn lợi chính cho đầu tư. |
| Thiếu tiền mặt                           | Duy trì đủ dự trữ lỏng (dự trữ các tài sản có thể chuyển đổi thành tiền mặt nhanh) hoặc tiền mặt để trang trải chi phí và dịch vụ nợ trong một khoảng thời gian.                       |
| Suy thoái kinh tế                        | Mua bất động sản với các tính năng đặc biệt ở các vị trí mong muốn để nổi bật cạnh tranh, kiểm soát cơ cấu chi phí, có người thuê ký hợp đồng thuê dài hạn.                            |
| Người thuê phá hủy tài sản               | Sàng lọc người thuê tiềm năng cẩn thận, thuê người quản lý tài sản có kinh nghiệm. |
| Đánh giá thấp rủi ro                     | Phân tích cẩn thận hiệu suất tài chính bằng các giả định thận trọng, đảm bảo rằng tài sản có thể tạo ra đủ dòng tiền để hỗ trợ chính nó.                                               |
| Suy giảm thị trường                      | Mua bất động sản dựa trên một cách tiếp cận thận trọng rằng thị trường có thể giảm và thu nhập cho thuê cũng có thể giảm.                                                              |
| Hao mòn tổng thể                         | DIY (tự sửa chữa) hoặc nhờ kỹ thuật viên chuyên nghiệp như thợ ống nước, thợ điện, thợ xây, thợ mộc (đầu vào từ JC).                                                                   |
| Cháy, lũ lụt, thương tích cá nhân        | Chính sách bảo hiểm tài sản. |
| Hoạch định thuế                          | Lập kế hoạch mua và bán hàng xung quanh một chiến lược thoát để tiết kiệm thuế. |

## Ưu nhược điểm của đầu tư bất động sản

### Ưu điểm
- Dòng tiền ổn định. Thu nhập cho thuê nhận được từ tài sản cho phép vay và nhận được lợi ích của đòn bẩy bằng cách giúp trả lãi cho khoản thế chấp.
- Kiểm soát. Kiểm soát trực tiếp lợi nhuận từ một khoản đầu tư. Tài sản được quản lý bởi chủ sở hữu, chứ không phải là một công ty lớn hoặc người quản lý quỹ.
- Tác dụng đòn bẩy. Các ngân hàng cho vay tới 80% giá trị tài sản, cho phép sử dụng tiền của người khác để mua số tiền đầu tư lớn hơn.
- Lợi ích về thuế. Bất động sản đầu tư cung cấp lợi thế thuế lớn bao gồm khấu hao và khả năng của động cơ tiêu cực.
- Giảm độ biến động. Bất động sản cung cấp sự bảo mật vững chắc, bởi vì những ngôi nhà không phá vỡ được như các công ty hay cổ phiếu. Ngay cả khi tài sản tồi tệ nhất được mua vào thời điểm tồi tệ nhất có thể, nhiều khả năng nó vẫn sẽ tăng giá trị trong những năm tiếp theo.
- Bảo hiểm cho nhiều rủi ro có sẵn. Các nhà đầu tư có thể mua bảo hiểm tòa nhà và chủ nhà để bảo vệ quyền lợi của họ.

### Nhược điểm
- Chi phí đầu vào cao và liên tục. Trong khi mua cổ phiếu đòi hỏi một khoản chi tối thiểu bằng tiền mặt, đầu tư bất động sản đòi hỏi một khoản tiền lớn: trả trước, đóng chi phí, tiền để sửa chữa và cập nhật tài sản, thuế tài sản, bảo hiểm, thanh toán thế chấp, bảo trì tài sản.
- Tính thanh khoản của tài sản. Bán một tài sản thường mất thời gian, không có cách nào để bán hết một phần của tài sản và chuyển đổi nó thành tiền mặt. Chi phí giao dịch cao hơn bán cổ phiếu.
- Vấn đề người thuê nhà. Thời gian trống cho thuê trong khi tìm người thuê, người thuê không trả tiền hoặc để lại tài sản trong tình trạng tồi tệ.
- Những rủi ro duy nhất. Thay đổi lãi suất, sửa chữa đột xuất, tăng trách nhiệm đối với các tai nạn có thể xảy ra trên tài sản, bị quá tải.[3][4][5]

## Chiến lược đầu tư

### Đầu tư nhà bị tịch thu
Một số cá nhân và công ty tập trung chiến lược đầu tư vào việc mua bất động sản đang trong giai đoạn bị tịch thu. Một tài sản được xem xét trước khi bị tịch thu nhà khi chủ nhà đã vỡ nợ do vay thế chấp. Các quy trình tịch thu nhà chính thức khác nhau tùy theo tiểu bang và có thể là tư pháp hoặc không tư pháp, điều này ảnh hưởng đến thời gian tài sản đang trong giai đoạn tiền tịch thu. Khi các quy trình tịch thu chính thức đang được tiến hành, các tài sản này có thể được mua tại một cuộc bán công khai, thường được gọi là bán đấu giá nhà bị tịch thu hoặc cuộc bán đấu giá ở quận. Nếu tài sản không bán tại cuộc đấu giá công khai, thì quyền sở hữu tài sản được trả lại cho người cho vay. Các thuộc tính trong giai đoạn này được gọi là bất động sản sở hữu hoặc REO.
Khi một tài sản được bán tại cuộc đấu giá bị tịch thu hoặc dưới dạng REO, người cho vay có thể giữ số tiền thu được để bù vào khoản thế chấp của họ và bất kỳ chi phí pháp lý nào mà họ phải chịu trừ chi phí bán hàng và bất kỳ nghĩa vụ thuế chưa thanh toán nào.
Ngân hàng hoặc tổ chức cho vay tài sản bị tịch thu có quyền tiếp tục tôn trọng hợp đồng thuê nhà (nếu có người thuê trong tài sản) trong giai đoạn REO nhưng thường ngân hàng muốn tài sản bỏ trống để bán dễ dàng hơn.

### Mua, phục hồi, thuê và tái cấp vốn
Mua, phục hồi, cho thuê, tái cấp vốn (BRRR) là một chiến lược đầu tư bất động sản, được sử dụng bởi các nhà đầu tư bất động sản có kinh nghiệm cải tạo hoặc cải tạo bất động sản nhưng muốn đầu tư vào bất động sản cho thuê để có dòng tiền phù hợp. Một số nhà đầu tư thêm một chữ R bổ sung là viết tắt của Lặp lại như một cách xây dựng danh mục đầu tư bất động sản.
Một nhà đầu tư bất động sản mua một tài sản đầu tư với giá trị kém vì nó cần sửa chữa và/hoặc tân trang. Nhà đầu tư sau đó nâng cấp tài sản như sửa chữa kết cấu cần thiết để đưa một ngôi nhà theo quy chuẩn xây dựng hiện tại. Nó thường bao gồm các tân trang như sơn mới, sàn, gạch, mặt bàn và các thiết bị nhà bếp. Nhà đầu tư sau đó tìm được một người thuê nhà và trở thành chủ nhà nhận tiền thuê, thường là hàng tháng. Tài sản sau đó được tái cấp vốn thường là bằng khoản vay 30 năm được khấu hao toàn bộ.